# PalaRigopiano
Il palazzetto dello sport Fausto Scorrano è un palazzetto dello sport di Pescara, il cui principale usufruttuario era il Pescara Calcio a 5. Dal 2011 è intitolato a Fausto Scorrano, giovane atleta pescarese scomparso prematuramente vent'anni prima. Il PalaRigopiano è tra gli impianti storici della disciplina in Italia, avendo ospitato quattro edizioni della Coppa Italia.

## Manifestazioni ospitate
- Fase finale della Coppa Italia 2002-2003 (calcio a 5).
- Giochi del Mediterraneo 2009
- Montesilvano Pescara Futsal Cup 2013 torneo di calcio a 5 giovanile (1ª edizione)
- Montesilvano Pescara Futsal Cup 2014 torneo di calcio a 5 giovanile (2ª edizione)
- Montesilvano Futsal Cup 2016 torneo di calcio a 5 giovanile (4ª edizione)